# Heinstert
Heinstert (prononcé /(h)ɛ̃stεʁt/, Luxembourgeois: Heeschtert) est un village de la commune belge d’Attert située en Région wallonne dans la province de Luxembourg.
Avant la fusion des communes, il faisait partie de la commune de Nobressart.
Il est traversé par la route nationale 87 reliant la frontière française à Lamorteau et la route nationale 4 à côté de Parette.
L’église est dédiée à l’Assomption de Notre-Dame.
Ce petit village regorge d'activités; il possède une salle musicale (salle Concordia) et un club des jeunes (Le Tilleul) dans lesquels se déroulent des activités du genre marche du premier mai, le carnaval de Heinstert et de multiples concerts de groupes indépendants.